# Italie aux Jeux olympiques d'été de 1980
L' Italie participe aux Jeux olympiques d'été de 1980 à Moscou. Elle a défilé sous le drapeau olympique.